# Neverita
Neverita is een geslacht van weekdieren uit de klasse van de Gastropoda (slakken).

## Soorten
- Neverita aulacoglossa (Pilsbry & Vanatta, 1909)
- Neverita delessertiana (Récluz, 1843)
- Neverita didyma (Röding, 1798)
- Neverita duplicata (Say, 1822)
- Neverita josephinia Risso, 1826
- Neverita lamonae Marincovich, 1975
- Neverita lewisii (Gould, 1847)
- Neverita pontis (Marwick, 1924) †
- Neverita reclusiana (Deshayes, 1839)